# Terazosin
Terazosin, được bán dưới tên Hytrin cùng với các thương hiệu khác, là một loại thuốc dùng để điều trị các triệu chứng của tuyến tiền liệt mở rộng và huyết áp cao. Đối với huyết áp cao, thuốc này là một lựa chọn ít được ưa thích. Nó được uống bằng miệng.
Các tác dụng phụ thường gặp bao gồm chóng mặt, nhức đầu, mệt mỏi, sưng, buồn nôn và huyết áp thấp khi đứng. Tác dụng phụ nghiêm trọng có thể bao gồm priapism và huyết áp thấp. Ung thư tuyến tiền liệt nên được loại trừ trước khi bắt đầu điều trị. Nó là một thuốc chẹn alpha-1 và hoạt động bằng cách giãn các mạch máu và mở bàng quang.
Terazosin được cấp bằng sáng chế vào năm 1975 và được đưa vào sử dụng y tế vào năm 1985. Nó có sẵn như là một loại thuốc chung chung. Một tháng cung cấp thuốc ở Vương quốc Anh chi phí NHS ít hơn 2 £ vào năm 2019. Tại Hoa Kỳ, chi phí bán buôn của số thuốc này là khoảng US $ 4,50.

## Công thức
Thuốc này có sẵn với các liều dùng 1 mg, 2 mg, 5 mg hoặc 10 mg.

## Tổng hợp

Tổng hợp Terazosin:

Phản ứng của piperazine với 2-furoyl chloride sau đó là quá trình hydro hóa xúc tác của vòng furan dẫn đến 2. Điều này, khi được đun nóng với sự có mặt của 2-chloro-6,7-dimethoxyquinazolin-4-amin (1) trải qua quá trình kiềm hóa trực tiếp thành terazosin (3).